# Louis Guilbert
Louis Guilbert (* 1912; † 1977) war ein französischer  Romanist, Linguist, Lexikologe und Lexikograf.

## Leben
Guilbert habilitierte sich 1966 an der Sorbonne mit den Thèses La formation du vocabulaire de l'aviation (Paris 1965, 1. [Analyse du processus de formation du vocabulaire de l'aviation de 1861 à 1891]--2. Glossaire de l'aviation de 1861 à 1891. Le processus de formation du vocabulaire de l'aviation à travers les textes et les relevés lexicographiques) und Le Vocabulaire de l'astronautique. Enquête linguistique à travers la presse d'information à l'occasion de cinq exploits de cosmonautes, Paris 1967. Er war dann bis zu seinem Tod Professor an der Universität Paris-Nanterre.

## Werke
- (Hrsg.) Le lexique, in: Langue française 2, 1969, auch: Amsterdam 1977
- (Hrsg. mit René Lagane und Georges Niobey) Grand Larousse de la langue française en sept volumes, 7 Bde., Paris 1971–1978 (6729 Seiten)
- (Hrsg. mit Jean Peytard) Les vocabulaires techniques et scientifiques, in: Langue française 17, 1973
- (Hrsg.) La néologie lexicale, in: Langages 36, 1974
- La créativité lexicale, Paris 1975
- (Hrsg. mit Jean-Claude Corbeil) Le français au Québec, in: Langue française 31, 1976